# Vaarkali (Võru)
Vaarkali is een plaats in de Estlandse gemeente Võru vald, provincie Võrumaa. De plaats heeft de status van dorp (Estisch: küla) en heeft 9 inwoners (2021).
Tot in oktober 2017 lag Vaarkali in de gemeente Vastseliina. In die maand werd de gemeente bij de gemeente Võru vald gevoegd.

## Geschiedenis
Vaarkali werd in 1627 voor het eerst genoemd onder de naam Warkale Hanss, een boerderij op het landgoed Braunsberg (Estisch: Tsorona of Pöhu).  In 1630 heette de boerderij Warkull Hans, in 1638 Warckus Hans en in 1684 was ze onder de naam Warkalla een dorp geworden. Er woonden toen vijf families. In 1798 heette het dorp Waarkalli.
Braunsberg, het landgoed waarop Vaarkali lag, had een wat onduidelijke status. Juridisch was het sinds ca. 1850 een zelfstandig landgoed, maar In de praktijk fungeerde het als ‘semi-landgoed’ (Duits: Beigut, Estisch: poolmõis) onder Neuhausen (Vastseliina). In het onafhankelijke Estland was het dorpje Pöhu, dat vanaf 1939 Tsorona heette, min of meer de opvolger van Braunsberg. Tsorona fuseerde in 1977 met Hinsa. Hinsa is het zuidelijke buurdorp van Vaarkali.